# Sezer Huysuz
Sezer Huysuz (ur. 20 listopada 1977 roku w Ordu) – turecki judoka, dwukrotny uczestnik igrzysk olimpijskich: w Pekinie (2008) oraz Londynie (2012). Startuje w wadze do 73 kg. 

## Życiorys

### Igrzyska śródziemnomorskie
W 2005 na igrzyskach śródziemnomorskich przegrał finałową walkę z reprezentującym Hiszpanię Kiyoshi Uematsu. W 2009 na następnych igrzyskach śródziemnomorskich zdobył brązowy medal, który dzielił z tym samym zawodnikiem, z którym na poprzednich igrzyskach przegrał w finale. 

### Igrzyska olimpijskie
W Pekinie odpadł w 1/16 po porażce z Chińczykiem Rijigawa Si, natomiast jego udział w igrzyskach w Londynie zakończył się na 1/32, kiedy to uległ reprezentantowi Izraela Soso Palelashvili.